# 前原東インターチェンジ
前原東インターチェンジ（まえばるひがしインターチェンジ）は、福岡県糸島市の西九州自動車道（福岡前原有料道路）の終点の暫定出入口である。福重JCT・福岡方面のみのハーフICである。

## 概要
西九州自動車道のうち福岡県道路公社が維持・管理する一般有料道路・福岡前原道路の終点であり、国道202号バイパスの一般部に合流する。国道202号バイパスをそのまま西に進むと二丈浜玉道路、西九州自動車道の唐津・伊万里方面に入ることができる。道路上では「前原東」という標識は設けられておらず、福岡県道路公社のウェブサイトの路線図では「前原東」と表記されている。2025年1月現在「今宿道路」として国土交通省九州地方整備局福岡国道事務所によって専用部（西九州自動車道）の延伸事業が行われているが、同事務所のウェブサイトに掲載されている「事業概要」では当出入口は「暫定取付」と表記され、「前原東」という名称は用いられていない。
「前原東」という名称であるが、前原ICより西側に位置する。これは、当出入口の所在地が糸島市東（旧・前原市東）であり、一般道の交差点名が「東交差点」であることによる。

## 歴史
- 1993年（平成5年）3月 : 西九州自動車道（福岡前原道路Ⅰ期）周船寺IC - 当出入口（当時の名称は「前原市東」）間開通に伴い供用開始[2]
- 2003年（平成15年）11月 : 西九州自動車道（福岡前原道路Ⅲ期）周船寺IC - 当出入口間4車線化[2]

## 道路
- E35 西九州自動車道（福岡前原有料道路）

## 接続する一般道
- 国道202号バイパス
- 福岡県道573号本加布里停車場線

## 料金所
当出入口には料金所は設置されておらず、前原料金所で料金を徴収する。

## 隣
E35 西九州自動車道（福岡前原有料道路）
前原料金所 - 前原IC - 前原東IC - 二丈IC（事業中）